# پاریس جکسون
پاریس-مایکل کاترین جکسون (به انگلیسی: Paris-Michael Katherine Jackson؛ زادۀ ۳ آوریل ۱۹۹۸) که با نام پاریس جکسون شناخته می‌شود، تنها دختر مایکل جکسون و دبی رو است. پاریس دومین فرزند از سه فرزند مایکل جکسون است و دو برادر به نام‌های پرنس مایکل جوزف جکسون (زادهٔ ۱۹۹۷) و پرنس مایکل جکسون دوم (زادهٔ ۲۰۰۲، مشهور به بلانکت) دارد. مادرخوانده و پدرخوانده پاریس به ترتیب الیزابت تیلور و مکالی کالکین هستند. 
در سال ۲۰۲۰، پاریس جکسون قراردادی با ریپابلیک رکوردز امضا کرد. نخستین تک‌آهنگ او، «بذار پایین» در ۲۹ اکتبر ۲۰۲۰ منتشر شد. نخستین آلبوم او، پلاسیده، در ۱۸ نوامبر ۲۰۲۰ منتشر شد.

## کودکی و نوجوانی
پس از طلاق والدین پاریس، پدرش حضانت او و برادرش را در اختیار گرفت و پاریس تا ۱۱ سالگی (هنگام مرگ مایکل جکسون) همراه با پدر و برادرانش زندگی می‌کرد. او تا پیش از مرگ پدرش شناخت زیادی از مادرش نداشت.
دبی رو اظهار داشت که با مایکل توافق کرده‌است تا حضانت فرزندان با مایکل باشد و آنان را بزرگ کند. گزارش‌ها ادعا می‌کنند که این رابطه یک معامله «اقتصادی» بزرگ برای دبی بوده‌است در حالی که مایکل خواستار پدر شدن بود.
پس از مرگ ناگهانی مایکل، طبق وصیت‌نامهٔ او سرپرستی پاریس و دو برادرش به مادربزرگ‌شان کاترین جکسون سپرده شد.
اما پس از مدتی، کاترین به دلیل بالا بودن سن خود از دادگاه خواست تا نوهٔ دیگرش تاج جکسون در سرپرستی بچه‌های مایکل به او کمک کند.

## سینما و تلویزیون
نخستین فیلم او پل لندن و سه کلید (۲۰۱۳) است. او همچنین در برنامه‌های شوی اپرا و ایکس فاکتور حضور داشته‌است.

## حاشیه‌ها
همواره شایعات بسیار زیادی در مورد رنگ پوست و بیولوژیکی بودن فرزندان مایکل وجود داشته‌است. این شایعات همواره از طرف مایکل جکسون، دبی رو و خانواده جکسون و هم از طرف پاریس و برادر بزرگش (پرینس جکسون) رد شده‌اند.
در ماه مه ۲۰۱۷ او با انتشار دو عکس برهنه در صفحه اینستاگرام خود نوشت: «عریانی طبیعی و بخشی از وجود آدمیزاد است» و «جنبش برهنگی با هدف بازگشت آدمی به دامان طبیعت راه‌اندازی شد» و «برهنگی به او کمک کرده به زمین نزدیکتر شود و نباید این نوع از برهنگی را از منظر جنسی نگریست». او می‌گوید از این کار و ابراز عقیده خود راضی است.
او مدعی است که مرگ ناگهانی پدرش، قتل بوده‌است.
در سال ۲۰۱۳ به نشریه رولینگ استون گفت که در نوجوانی، یک غریبه به او تجاوز جنسی کرده و بارها به خودکشی فکر می‌کرده‌است.
پاریس جکسون گفته‌است که خود را سیاه می‌داند و وی توسط پدرش در فرهنگ آفریقایی-آمریکایی غوطه‌ور شده‌است. به نظر می‌رسد رنگ چشم نادر الکتریکی و آبی جکسون ناشی از یک بیماری ژنتیکی است.
در سن ۱۵ سالگی، او معتاد داخل وریدی بود و چندین بار اقدام به خودکشی کرده بود. او سپس به یک مدرسه درمانی در یوتا اعزام شد، جایی که او سالهای دبیرستان را در دوره دبیرستان را گذراند تا بر افسردگی غلبه کند.
در تاریخ ۱۳ ژوئیه ۲۰۱۸، در پاسخ به سؤالی در پروفایل اینستاگرام خود مبنی بر اینکه او دوجنسگرا است، نوشت:
من دوجنسگرا نیستم، فقط مردم را دوست دارم.
در مارس سال ۲۰۱۹، TMZ مقاله ای را منتشر کرد که در آن گفته شد که جکسون با قطع کردن مچ دست خود در اوایل ماه اقدام به خودکشی کرده و در یک مرکز درمانی بستری شده‌است. پاریس اقدام به خودکشی را تکذیب کرد و در توئیتر خود این نشریه را دروغگو خواند.
در مارس سال ۲۰۱۹، جکسون شروع به ملاقات با همبازی خود گابریل گلن در گروه موسیقی The Soundflowers کرد.

## ادعا در مورد پدر واقعی
مارک لستر که از دوستان نزدیک مایکل جکسون بوده‌است ادعا می‌کند با اهدای اسپرم خود به مایکل و همسرش به آنها کمک کرده‌است تا بتوانند فرزندانی داشته باشند. او به خبرنگاران گفته‌است: دختر ۱۸ ساله من «اولیویا» کاملاً شبیه «پاریس» دختر مایکل است و این خود شاهدی بر ادعای من می‌باشد. مایکل از من خواست با اهدای اسپرم کمک کنم تا همسر او «دبی رو» صاحب فرزند شود و من این کار را برای او انجام دادم اما هرگز به صورت رسمی صحبتی از این ماجرا به میان نیامده است. او اضافه می‌کند این اتفاق سه بار تکرار شد و حالا من می‌خواهم به همه نشان دهم که صحبت‌های من درست است. پیشتر گمانه زنی شده بودکه آرنولد کلاین که پزشک مایکل جکسون بوده‌است پدر واقعی دو فرزندی بوده‌است که دبی رو به دنیا آورده‌است.